# RHBDL2
RHBDL2 (англ. Rhomboid like 2) – білок, який кодується однойменним геном, розташованим у людей на короткому плечі 1-ї хромосоми.  Довжина поліпептидного ланцюга білка становить 303 амінокислот, а молекулярна маса — 34 021.
| 10         |  | 20         |  | 30         |  | 40         |  | 50         |
| ---------- |  | ---------- |  | ---------- |  | ---------- |  | ---------- |
| MAAVHDLEME |  | SMNLNMGREM |  | KEELEEEEKM |  | REDGGGKDRA |  | KSKKVHRIVS |
| KWMLPEKSRG |  | TYLERANCFP |  | PPVFIISISL |  | AELAVFIYYA |  | VWKPQKQWIT |
| LDTGILESPF |  | IYSPEKREEA |  | WRFISYMLVH |  | AGVQHILGNL |  | CMQLVLGIPL |
| EMVHKGLRVG |  | LVYLAGVIAG |  | SLASSIFDPL |  | RYLVGASGGV |  | YALMGGYFMN |
| VLVNFQEMIP |  | AFGIFRLLII |  | ILIIVLDMGF |  | ALYRRFFVPE |  | DGSPVSFAAH |
| IAGGFAGMSI |  | GYTVFSCFDK |  | ALLKDPRFWI |  | AIAAYLACVL |  | FAVFFNIFLS |
| PAN        |  |            |  |            |  |            |  |            |

A: Аланін

C: Цистеїн

D: Аспарагінова кислота

E: Глутамінова кислота

F: Фенілаланін

G: Гліцин

H: Гістидин

I: Ізолейцин

K: Лізин

L: Лейцин

M: Метіонін

N: Аспарагін

P: Пролін

Q: Глутамін

R: Аргінін

S: Серин

T: Треонін

V: Валін

W: Триптофан

Кодований геном білок за функціями належить до гідролаз, протеаз, серинових протеаз. 
Задіяний у таких біологічних процесах як поліморфізм, альтернативний сплайсинг. 
Локалізований у клітинній мембрані, мембрані.